# 第五軍戦闘序列
第五軍戦闘序列（だいごくんせんとうじょれつ）は、第五軍が第一次編成されたとき（1937年12月7日）の戦闘序列。

## 第一次編成
大陸命第十八号 昭和十二年十二月七日 1937年12月7日
| 編成                                   | 動員管理官       |
| -------------------------------------- | ---------------- |
| 第五軍司令官 陸軍中将 古荘幹郎         |                  |
| 第五軍司令部                           | 台湾軍司令官     |
| 第十一師団（歩兵第十旅団欠）           |                  |
| 重藤支隊 編組如付表第一                |                  |
| 第一師団第八野戦高射砲隊（乙）         | 第一師団長       |
| 第五師団第二、第八野戦高射砲隊（乙）   | 留守第五師団長   |
| 第十二師団第一、第二野戦高射砲隊（乙） | 第十二師団長     |
| 近衛師団第五野戦照空隊                 | 近衛師団長       |
| 第三師団第二、第六野戦照空隊           | 第三師団長       |
| 独立攻城重砲兵第十大隊                 | 第一師団長       |
| 第四飛行団 編成如付表第二              |                  |
| 野戦電信第十七中隊                     | 留守第五師団長   |
| 無線電信第六十二乃至第六十三小隊（車） | 台湾軍司令官     |
| 第五乃至第七固定無線電信隊             | 近衛師団長       |
| 第三師団第一兵站司令部                 | 留守第三師団長   |
| 兵站自動車第九十二、第九十三中隊       | 留守第十六師団長 |
| 第三野戦航空廠（乙）                   | 第十二師団長     |
| 野戦予備病院第十班                     | 第四師団長       |
| 患者輸送部第十六班                     | 第七師団長       |
| 第五軍兵站病院（二号兵站病院）         | 第一師団長       |
| 第十四師団第六乃至第十一陸上輸卒隊     | 留守第十四師団長 |
| 第十六師団第六陸上輸卒隊               | 留守第十六師団長 |
| 第四師団第一水上輸卒隊                 | 第四師団長       |
| 近衛師団第一建築輸卒隊                 | 近衛師団長       |
| 野戦盤井第三中隊                       | 近衛師団長       |

### 第五軍戦闘序列付表第一
| 重藤支隊編組                         |
| ------------------------------------ |
| 長 陸軍少将 重藤千秋                 |
| 台湾守備隊司令部（無線通信班ヲ付ス） |
| 台湾歩兵第一聯隊                     |
| 台湾歩兵第二聯隊                     |
| 台湾山砲兵聯隊                       |
| 台湾第一衛生隊                       |
| 台湾第二衛生隊                       |
| 台湾臨時自動車隊                     |
| 台湾第一輸送監視隊                   |
| 台湾第二輸送監視隊                   |

### 第五軍戦闘序列付表第二
| 第四飛行団編成                   |
| -------------------------------- |
| 第四飛行団長 陸軍少将 藤田 朋    |
| 第四飛行団司令部                 |
| 独立飛行第六中隊（甲）           |
| 独立飛行第十四中隊（乙）         |
| 飛行第五大隊（第二中隊欠）（丙） |
| 独立飛行第十五中隊（丁）         |
| 第二野戦飛行場設定隊             |